# Мартіненго
Мартіненго, Мартіненґо (італ. Martinengo) — муніципалітет в Італії, у регіоні Ломбардія,  провінція Бергамо.
Мартіненго розташоване на відстані близько 470 км на північний захід від Рима, 50 км на схід від Мілана, 17 км на південний схід від Бергамо.
Населення — 10 370 осіб (2014).

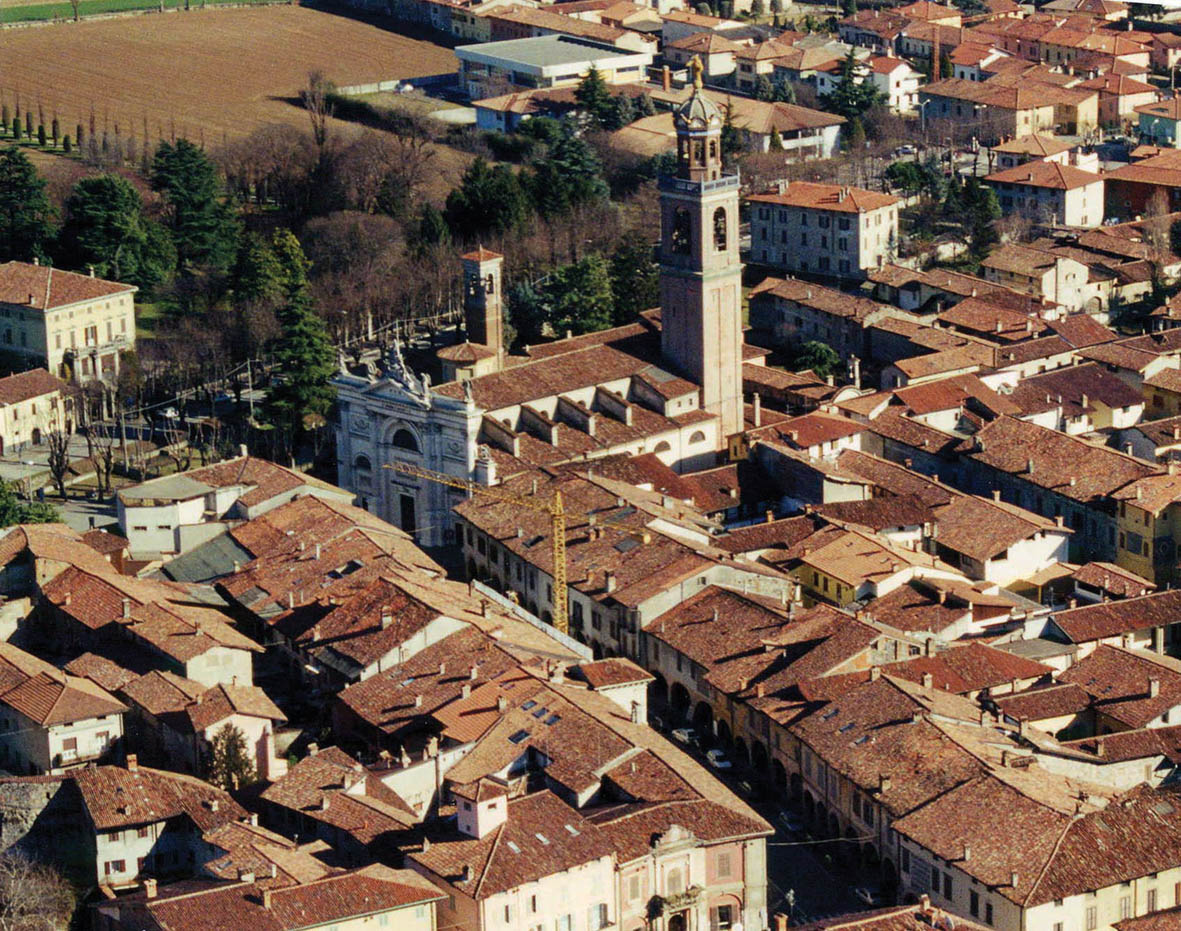

Щорічний фестиваль відбувається 5 лютого. Покровитель — Sant'Agata.

## Демографія
Населення за роками:

Станом на 31 грудня 2014 року в муніципалітеті офіційно проживало 1778 іноземців з 45 країн, серед них 304 громадяни країн Євросоюзу та 22 громадяни України.

## Уродженці
- Джузеппе Казарі (*1922) — відомий у минулому італійський футболіст, воротар.

## Сусідні муніципалітети
- Чивідате-аль-П'яно
- Колоньо-аль-Серіо
- Кортенуова
- Гізальба
- Моренго
- Морніко-аль-Серіо
- Палоско
- Романо-ді-Ломбардія